# Alexandre Defaux
Alexandre Defaux (Bercy, 27 settembre 1826 – Parigi, 1900) è stato un pittore francese.
Appartenne alla Scuola di Barbizon.

## Biografia
Alexandre Defaux nacque a Bercy, comune che a quei tempi si trovava alla periferia di Parigi. Sebbene sia noto in prevalenza per i suoi oli, Defaux utilizzava con la stessa maestria l'acquarello e il pastello. Egli fu un artista della seconda generazione dei pittori della Scuola di Barbizon, nella scia di Jean-Baptiste Camille Corot, di cui fu allievo e di Jean-François Millet. I suoi primi paesaggi palesano l'influenza di Corot, con le grandi viste panoramiche urbane e personaggi in costume di contadini napoletani. Molto noti sono anche i suoi cortili di fattorie assolate, pieni di galline o di oche che starnazzano, nonostante egli fosse attirato ugualmente dai sottoboschi ombrosi, calmi, lontani da ogni attività umana e animale. Defaux dipinse quasi esclusivamente nella regione di Barbizon o in Normandia.
Nonostante che la maggior parte delle sue opere sia tipica del repertorio dei soggetti di Barbizon (scene di vita rurale, animali domestici, sottoboschi), Defaux si è applicato anche a temi più moderni, come le scene di canottaggio a Parigi o di appassionati dei pic-nic in mezzo alle greggi.
Durante gli anni 1850 Defaux dipinse un certo numero di vedute di città pittoresche della Normandia e di grandi chiese medioevali, immagini molto popolari per i turisti, sia francesi che stranieri. Inviò poi al "Salon" di Parigi del 1859 delle vedute di cave attorno a Montmartre e delle immagini di sottoboschi della foresta di Fontainebleau. Lavorando così, su un'ampia gamma di temi, adottò di conseguenza una combinazione di colori più forti, nonché delle tecniche pittoriche che suggeriscono diverse influenze da parte di altri artisti della Scuola di Barbizon, come Théodore Rousseau o Narcisse Díaz de la Peña.

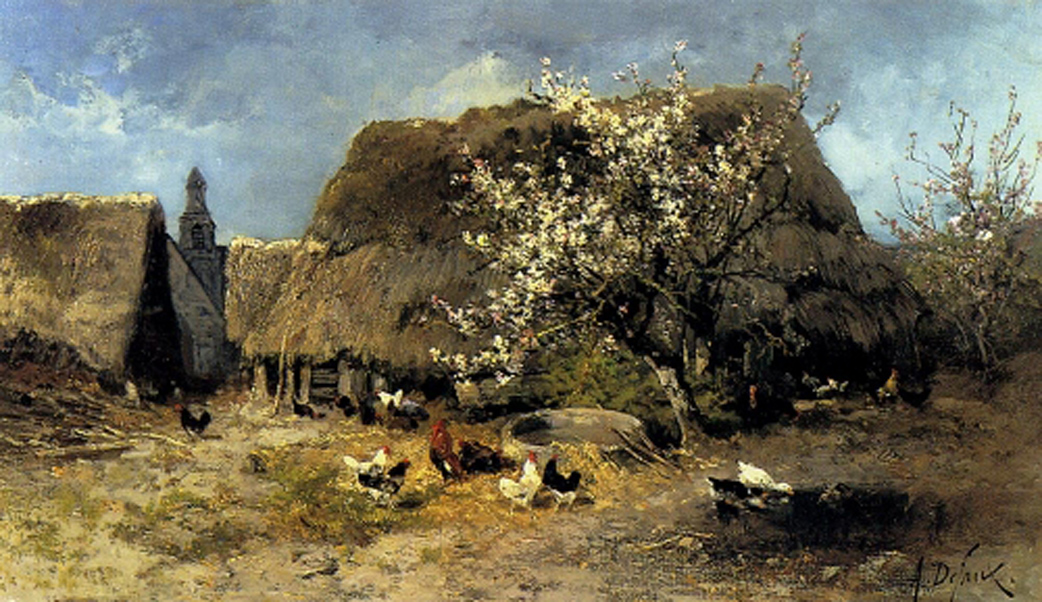
Paesaggio

Defaux espose regolarmente al Salon sino al 1897. Fu assai lodato dai critici per la sua abilità nell'impiegare gli strumenti dei pittori: spazzola o coltello. La sua Forêt de Fontainebleau, presentata fuori concorso al Salon del 1879, fu acquistata dallo Stato, così come la sua grande tela sulle scogliere bretoni e del porto di Pont-Aven, acquistata nel 1880.
La fine degli anni 1870 e 1880 sembra dunque aver costituito un lungo periodo di successi per Defaux, con buone critiche, specie nel decennio 1880. La sua opera fu particolarmente apprezzata per la capacità dell'artista di combinare tecniche pittoriche forti con soggetti gradevoli e per una evidente passione per la campagna francese. All'Expo del 1900 gli fu assegnata una medaglia d'oro.

Le opere di Defaux sono conservate nei musei francesi.
Alexandre Defaux ricevette l'onorificenza di Cavaliere della Légion d'honneur nel 1881. Abitò sempre a Parigi, inizialmente in Boulevard Voltaire, al nº 254, e successivamente ad altri dieci indirizzi.
Defaux morì a Parigi a 74 anni, nell'ultimo anno del XIX secolo. Non è noto il giorno del suo decesso.

## Alcune opere
- Brassée de fleurs dans une jardinière
- Les Cerisiers en fleurs en Normandie
- Paysage de campagne avec des arbres en fleur
- L'heure du repas
- Dans l'abri de la pile
- Intérieur de Paris.  Barricade de 1830
- Ferme en Normandie
- Paysage en Normandie
- Poules pres d'un puits

## Opere in collezioni pubbliche
- Un Verger et une basse-cour de poules, olio su tela. Museo di belle arti di Angers[4]
- Cour de ferme avec poules et coqs o Ferme avec poules et coqs olio su tela. Museo di Brou, Bourg-en-Bresse[5]
- Gros temps à Bourg-de-Batz, 1877, olio su tela. Museo d'arte e storia di Saint-Brieuc[6]
- Museo di belle arti di Rennes:
  - Arbres en fleurs à Montigny-sur-Loing, olio su legno[7]
  - Cour de ferme; vue prise à Château-Landon, verso il 1895, olio su tela.[8]
- Museo di belle arti di Rouen:
  - Le Plateau de Bellecroix (forêt de Fontainebleau), 1876, olio su tela[9]
  - Les Bords de la Loire après les grandes eaux, 1873, olio su tela[10]
- Lisière de la forêt de Sénart, 1873, olio su tela. Museo di belle arti di Caen[11]
- Paysage, cour de ferme, olio su tela. Museo di Grenoble[12]
- Étude des bords du Loing, olio su tela. Museo di Vendôme[13]

## Galleria d'immagini

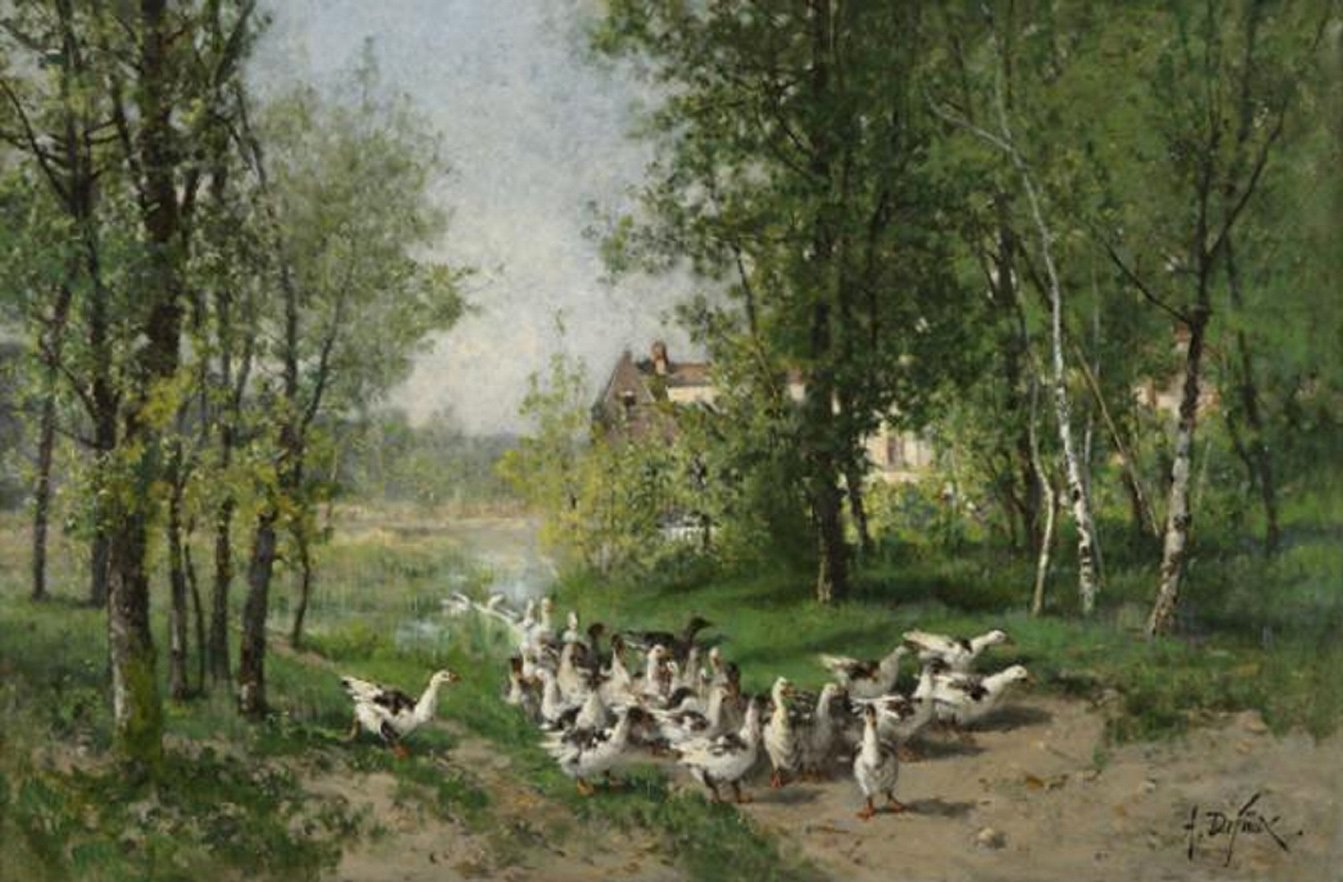
Il branco di oche
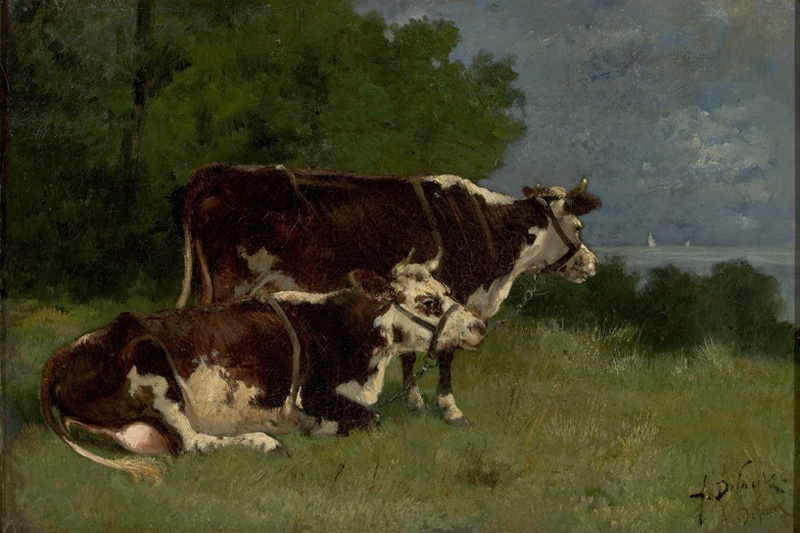
Due mucche
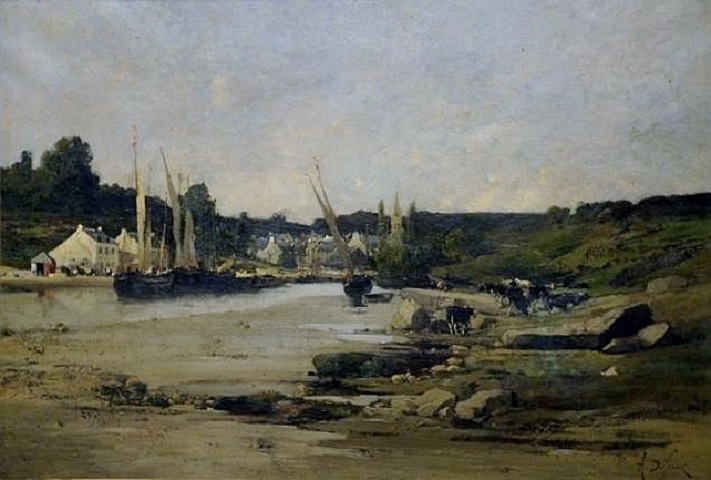
Il porto di Pont-Aven
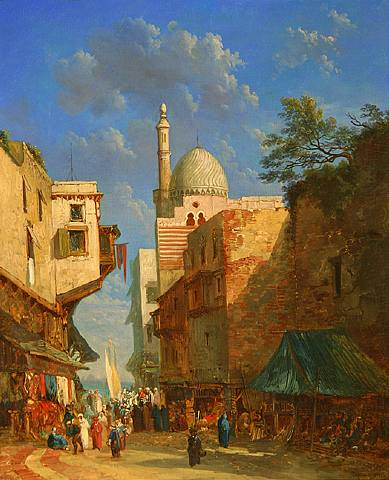
Il Bazar

## Premi
- Medaglia di III classe al Salon del 1871
- Terzo premio al Salon del 1874
- Medaglia di II classe al Salon del 1875
- Classificato "fuori concorso" al Salon del 1875
- Seconda Medaglia al Salon del 1879
- Medaglia d'oro all'Expo del 1900

## Allievi
- Pierre Ernest Ballue (1855-1928)[14]
- Alexandre Eugène Baudot
- Charles-Édouard Frère (1837-1894), figlio di Pierre-Édouard Frère (1819-1886) fondatore della Scuola di Écouen.

## Note

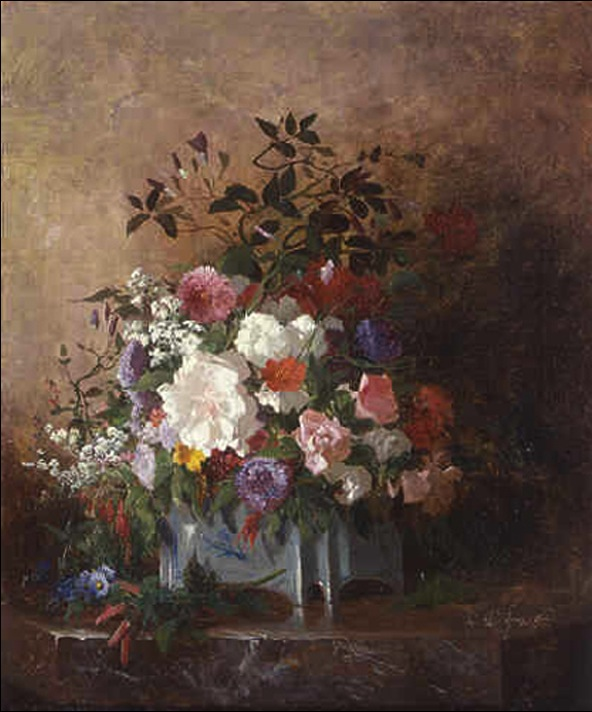
Mazzo di fiori